# Порт-Алегзандер (гидроаэропорт)
Гидроаэропорт Порт-Алегзандер (англ. Port Alexander Seaplane Base), (ИАТА: PTD, ИКАО: PAAP, FAA LID: AHP) — гражданский гидроаэропорт, расположенный в населённом пункте Порт-Алегзандер (Аляска), США.
Деятельность аэропорта субсидируется за счёт средств Федеральной программы США Essential Air Service (EAS) по обеспечению воздушного сообщения между небольшими населёнными пунктами страны.

## Операционная деятельность
Гидроаэропорт Порт-Алегзандер находится на высоте уровня моря и эксплуатирует одну взлётно-посадочную полосу:
- N/S размерами 914 x 91 метров, предназначенную для приёма гидросамолётов.

За период с 31 декабря 2006 года по 31 декабря 2007 года Гидроаэропорт Порт-Алегзандер обработал 325 операций взлётов и посадок самолётов (в среднем 27 операций ежемесячно), из них 77 % пришлось на рейсы аэротакси и 23 % — на авиацию общего назначения.: